# 판타나우 (텔레노벨라)
《판타나우》(포르투갈어: Pantanal)는 2022년 방영된 브라질의 텔레노벨라이다.